# Estilo missionário
O estilo missionário ou revivalismo missionário, foi um movimento arquitetónico americano que começou no final do século XIX (1890 e 1915) como um renascimento e reinterpretação do estilo colonial das missões espanholas do século XVIII na Califórnia espanhola.
Teve o seu momento de maior popularidade entre 1890 e 1915 e teve expressão em inúmeras estruturas residenciais, comerciais e institucionais, nomeadamente em escolas e na arquitetura ferroviária (estações e depósitos). O estilo fundiu-se no mais complexo movimento arquitetónico neocolonial hispânico, estabelecido na Exposição Panamá-Califórnia de 1915.

## Galeria

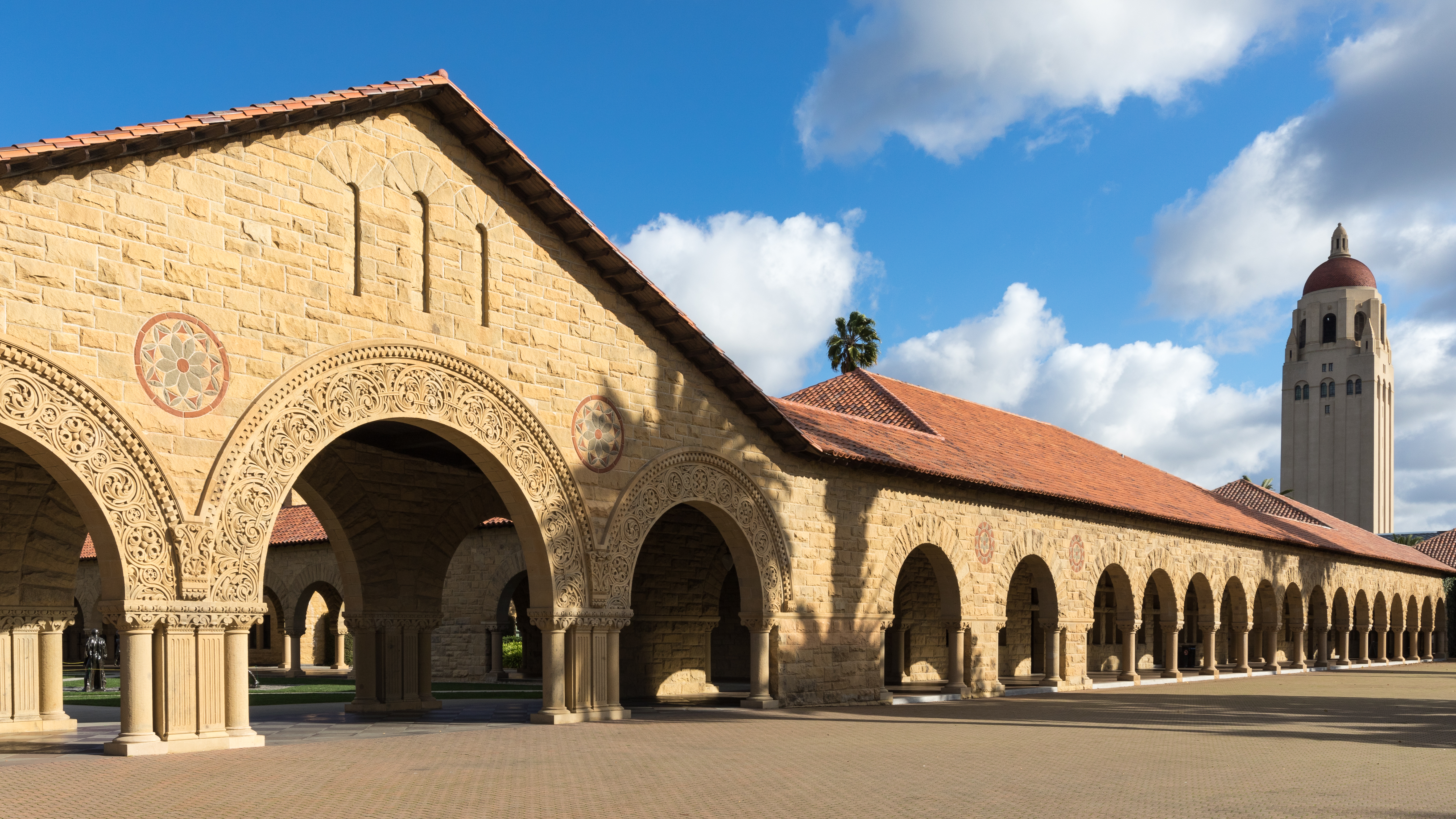
Pátio principal da Universidade de Stanford, desenhado por Frederick Law Olmsted (1891).
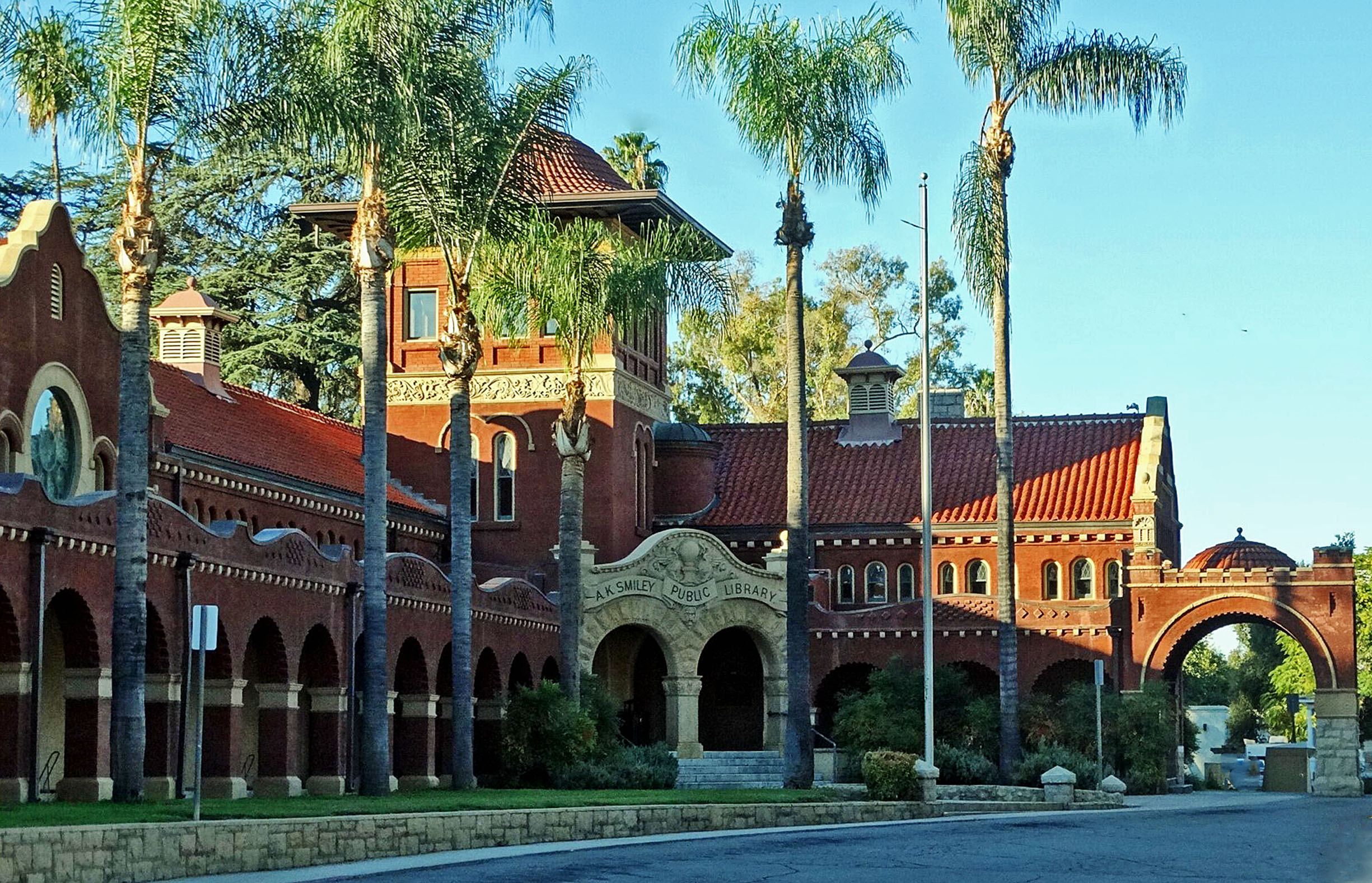
A.K. Smiley Public Library, situado em Redlands, Califórnia (1898).
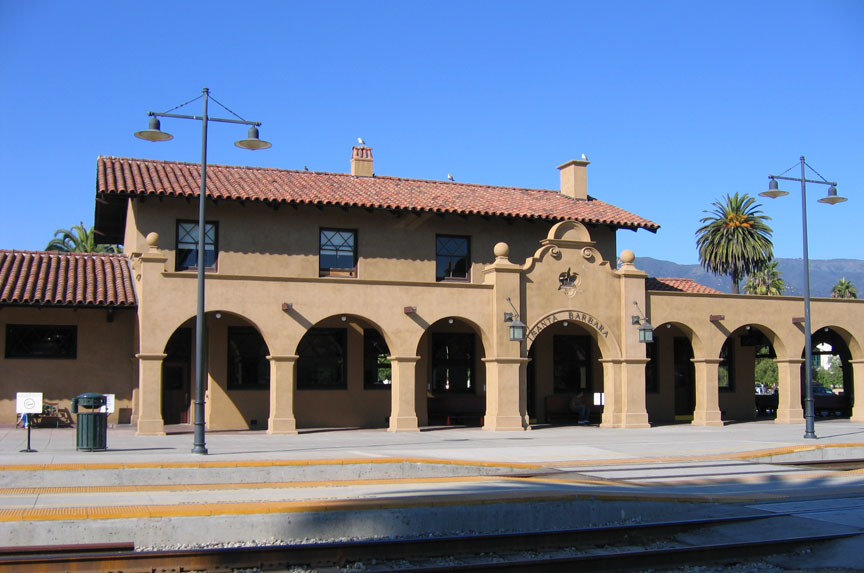
Estación Santa Bárbara, California (1902).
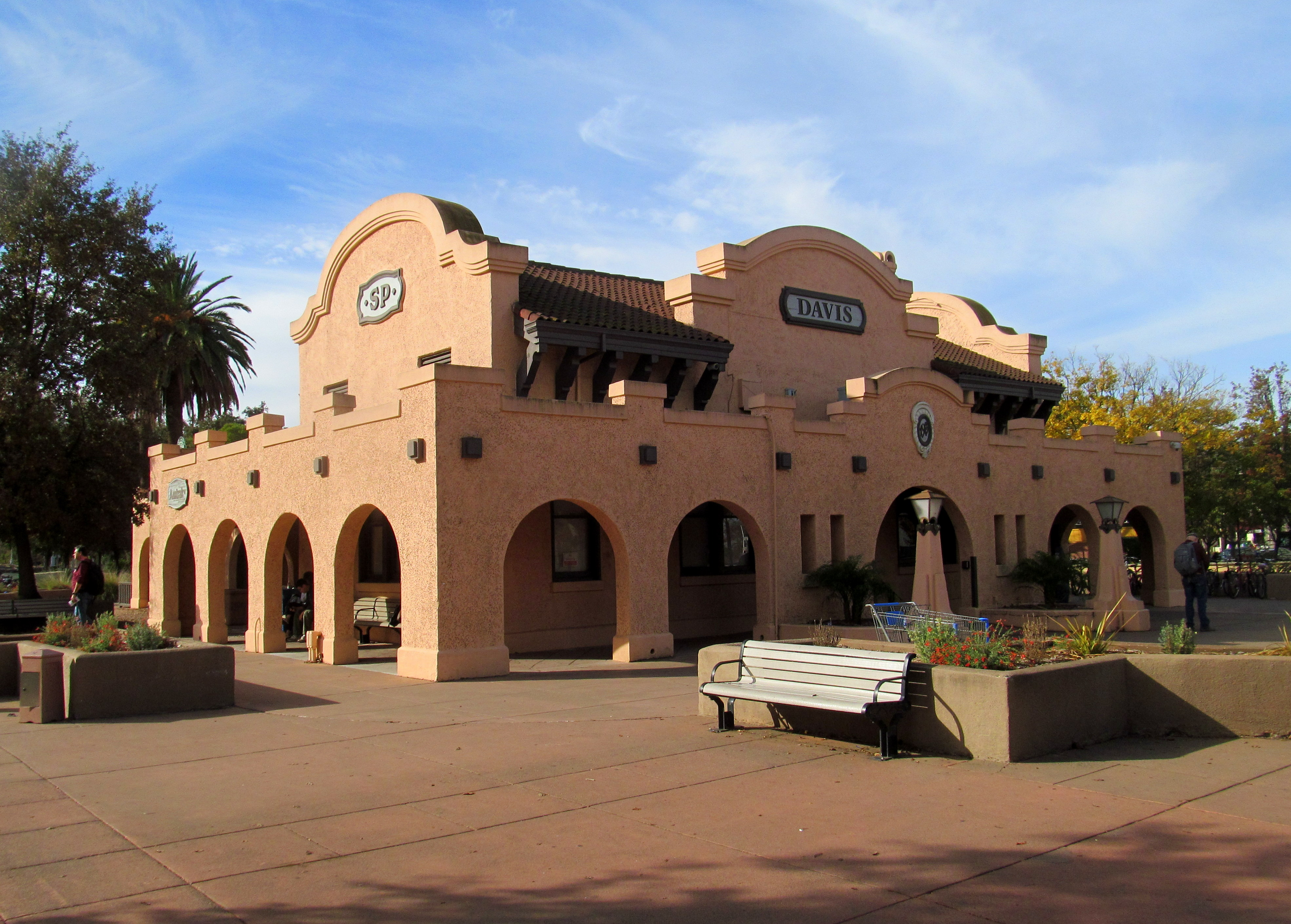
Estação Davis, situado na localidade homónima, Califórnia (1914).
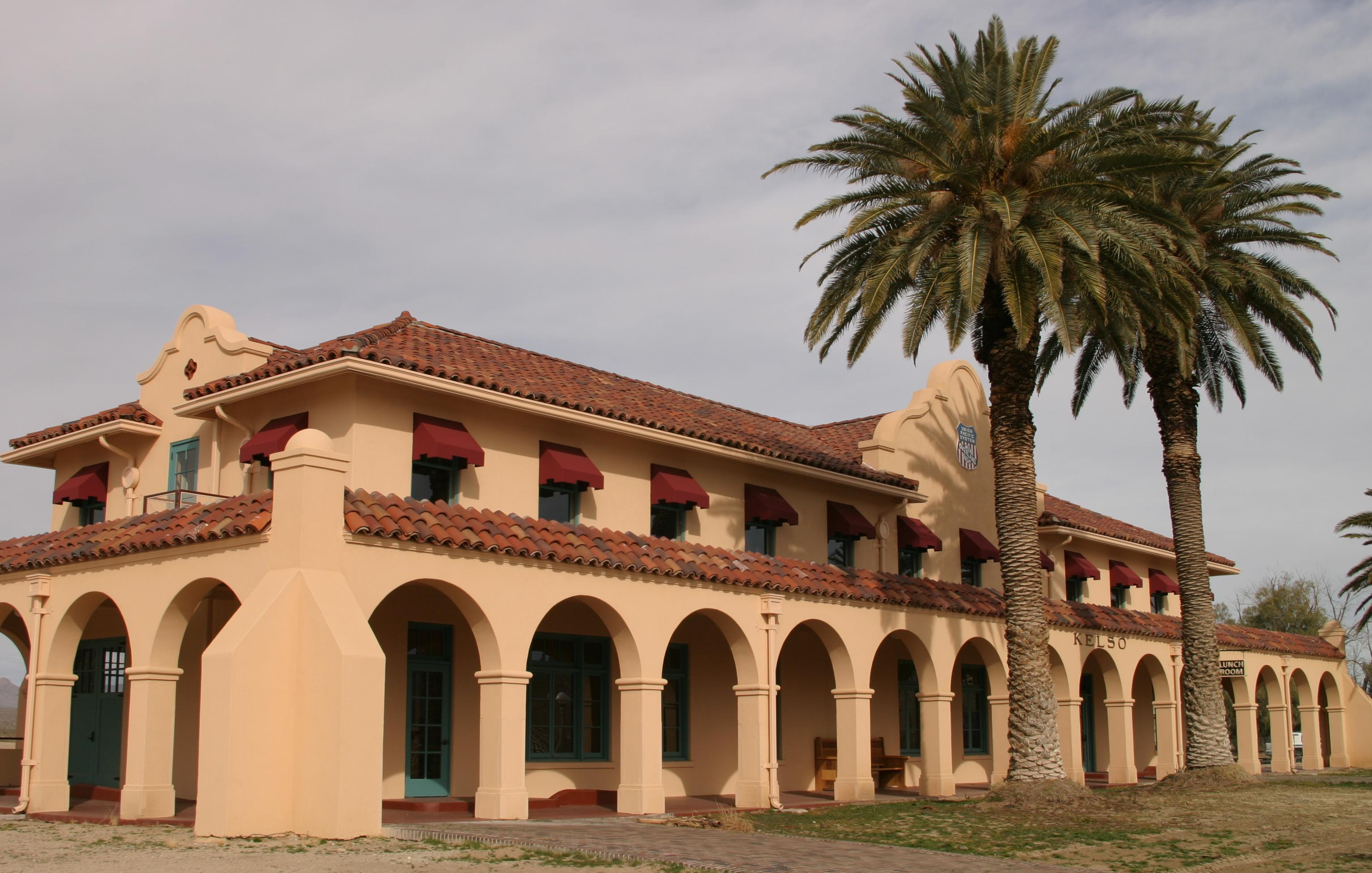
Hotel Kelso, no deserto de Mojave, Califórnia (1923).
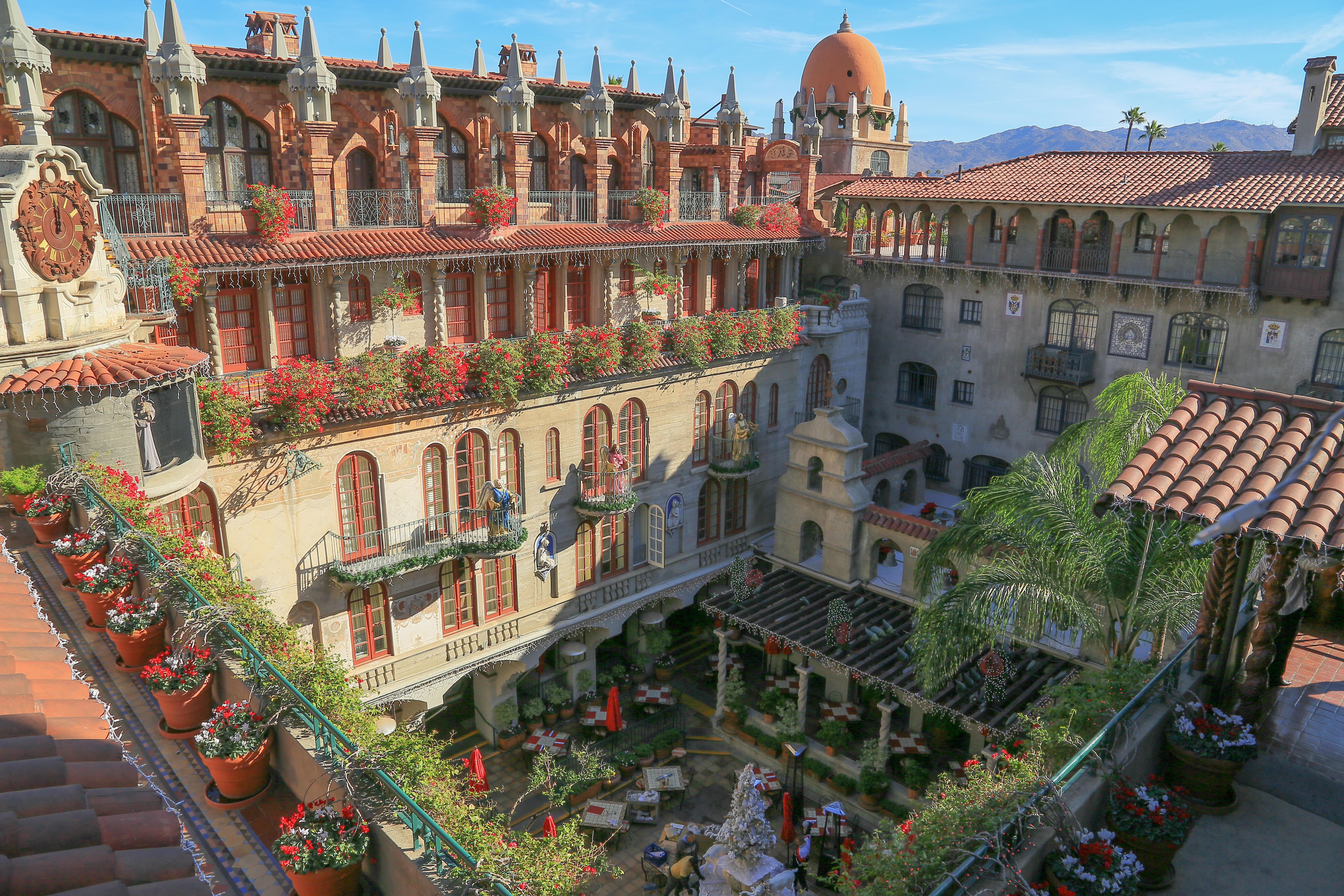
Pátio interior do The Mission Inn Hotel & Spa, em Riverside, Califórnia (1932).
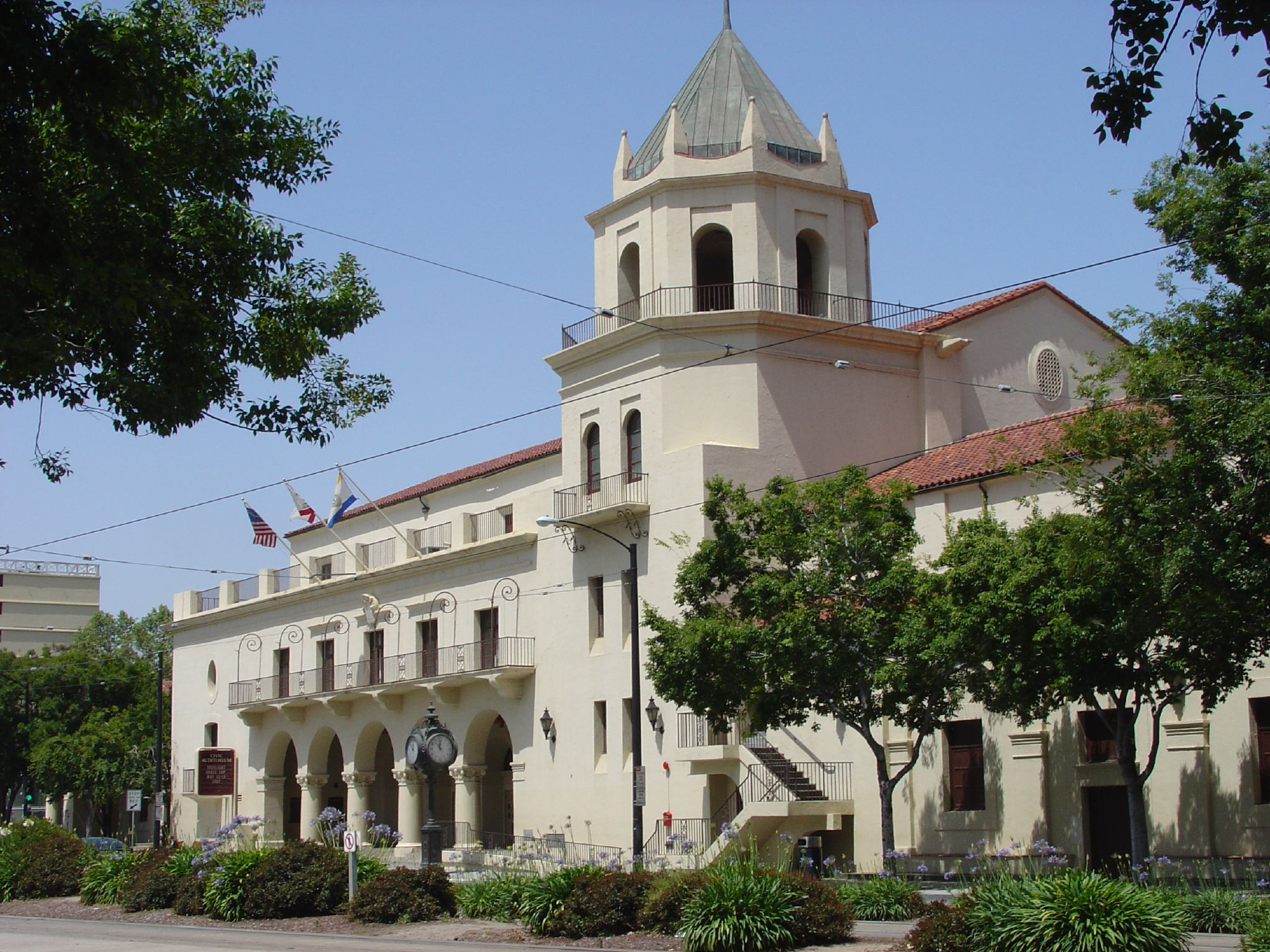
Auditório Cívico de São José (1936).
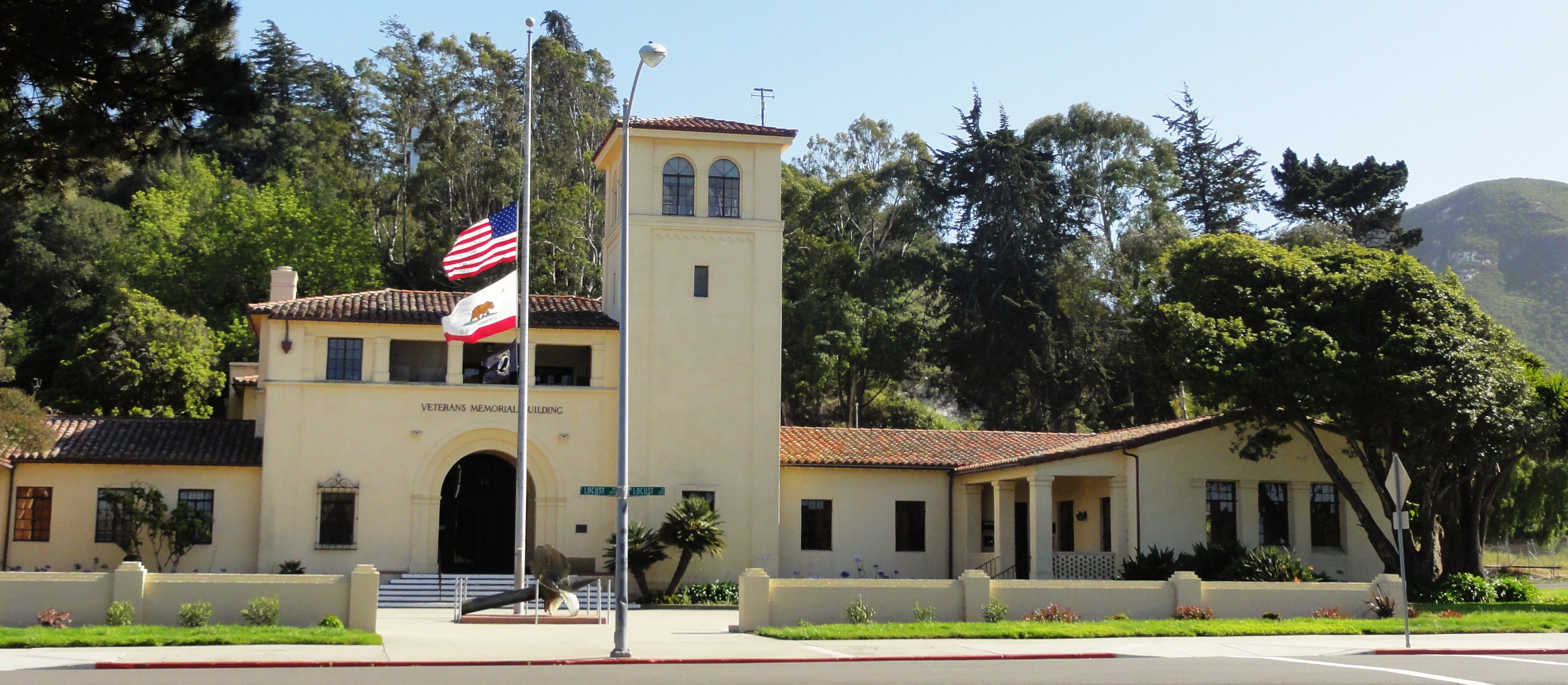
Lompoc Veterans Memorial Building, Califórnia (1936).